# Monia Ouertani
Pour les articles homonymes, voir Ouertani.
Monia Ouertani (arabe : منية الورتاني), morte le 13 août 2015 d'un cancer du poumon, est une actrice tunisienne.

## Filmographie

### Cinéma
- 1990 : Le Collier perdu de la colombe de Nacer Khémir
- 1997 : Oranges amères de Michel Such
- 2010 : Pourquoi moi ? (court métrage) d'Amine Chiboub
- 2010 : Fin décembre (ar) de Moez Kamoun (ar)[2]
- 2012 : Patience amère (Suçon) de Nasreddine Shili

### Télévision

#### Séries
- 1996 : El Khottab Al Bab (invitée d'honneur des épisodes 10 et 11 de la saison 1) de Slaheddine Essid : sœur de Mongi
- 2003 : Chams wa Dhilal d'Ezzedine Harbaoui : Jalila
- 2005 : Chaâbane fi Ramadhane de Salma Baccar : Samia
- 2006 :
  - Hkeyet El Aroui de Habib Jomni
  -  Nwassi w Ateb d'Abdelkader Jerbi
- 2007 :
  - Layali el bidh de Habib Mselmani : Raja
  -  Kamanjet Sallema de Hamadi Arafa : Wahiba
- 2008 : Sayd Errim d'Ali Mansour : Dalenda
- 2010 : Min Ayam Mliha d'Abdelkader Jerbi

#### Téléfilms
- 1987 : Un bambino di nome Gesù de Franco Rossi

## Théâtre
- 2009 : Âchiri Ettassaâ (Mon neuvième compagnon), une comédie de Monia Ouertani[3]